# 臺灣與菲律賓關係史
臺灣與菲律賓關係史（台菲關係史）是指台灣有信史以來至今與菲律賓雙方在歷史上不同階段的關係。随着1949年中华民国政府迁往台湾后，实际上與其国家外交关系几乎重疊。

## 地理

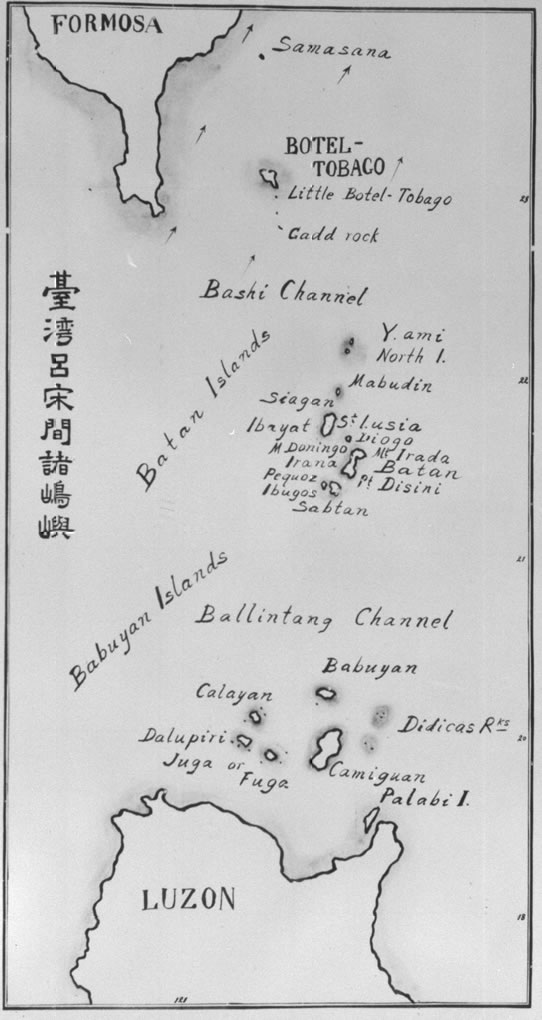
巴士海峽地圖

臺灣與菲律賓巴丹群島之間隔著巴士海峽。巴士海峽以北銜接臺灣的蘭嶼及臺灣南端恆春半島，以南銜接雅米島及巴丹群島。臺灣的蘭嶼與菲律賓的巴丹島原住民，能夠靠著小舟往來。

## 民族

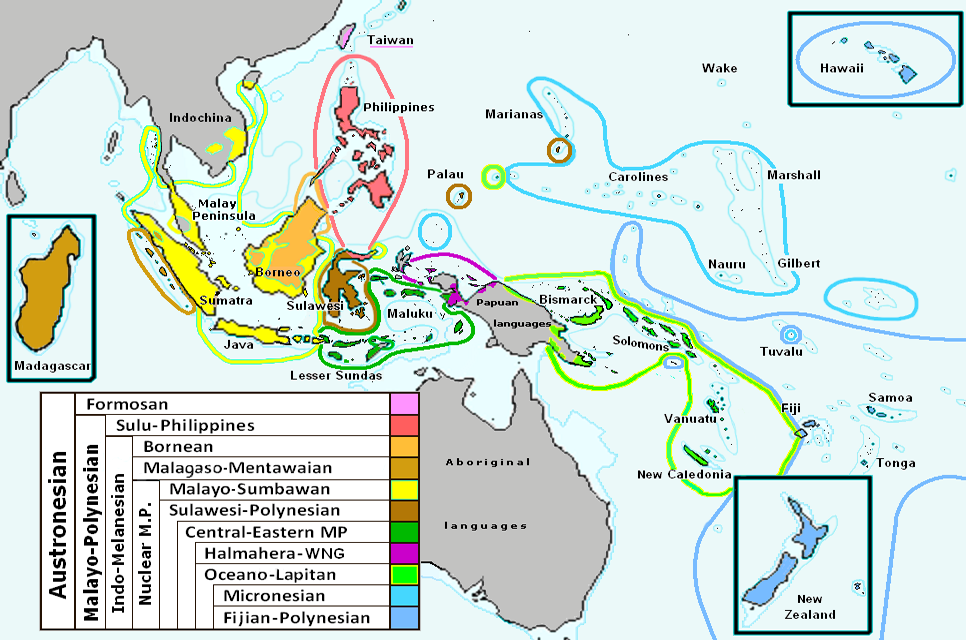
臺灣被視為廣泛分布的南島語族和南島語系的主要源頭之一。

根據民族學的研究，兩地的南島語族原住民有深厚的血緣關係。臺灣原住民的語言及傳統歌曲與菲國原住民亦有高度的相似性，雙方現已逐漸恢復連絡。
根據考古與語言學的理論，認為臺灣是南島語族的故鄉，南島語族的擴散是由臺灣經蘭嶼、巴丹島，到達菲律賓，再由東南亞島嶼遷往大洋洲。其中，達悟族（雅美族）人與巴丹島人在語言與文化上要較雅美族人與臺灣原住民相似，但在遺傳上，雅美族人卻與臺灣原住民相近。日本學者移川子之藏於19世紀考據，蘭嶼和巴丹兩邊居民的禮儀、穿著、藤帽、髮型等特徵，及主食、烹飪方法與民俗語彙，都極相似，研判屬同一族群。美國人類學者Dezso Benedek更從兩地墓葬都採「甕棺葬」，認為兩地應有共同起源，只因後來蘭嶼與巴丹被劃為兩個國家而被迫分隔。蘭嶼第一位博士生、國立臺灣師範大學地理所博士生董恩慈說16世紀以來，巴丹島歷經西班牙、美國、菲律賓等國治理，西化程度較高，蘭嶼則相對位處台灣外海邊陲，保留較多傳統文化。

### 華裔菲律賓人
目前在菲律賓的華人共為100萬餘人，其中來自臺灣的有2萬餘人。大多集中在首都圈大馬尼拉都會區內。

## 歷史

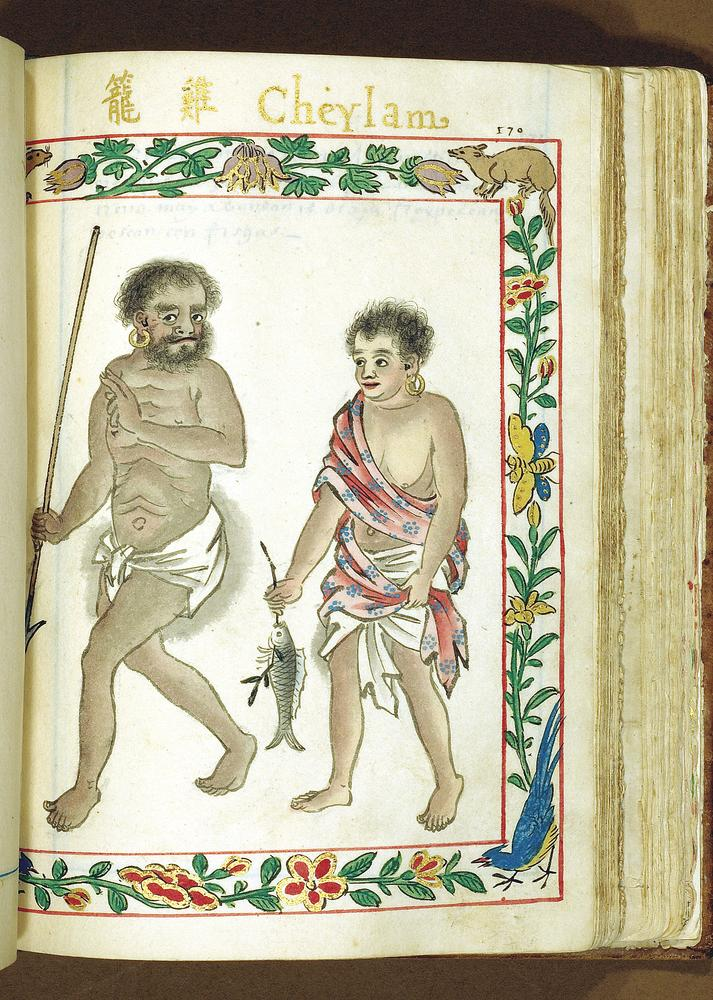
臺灣原住人從基隆在菲律賓, c. 1590 in Boxer Codex

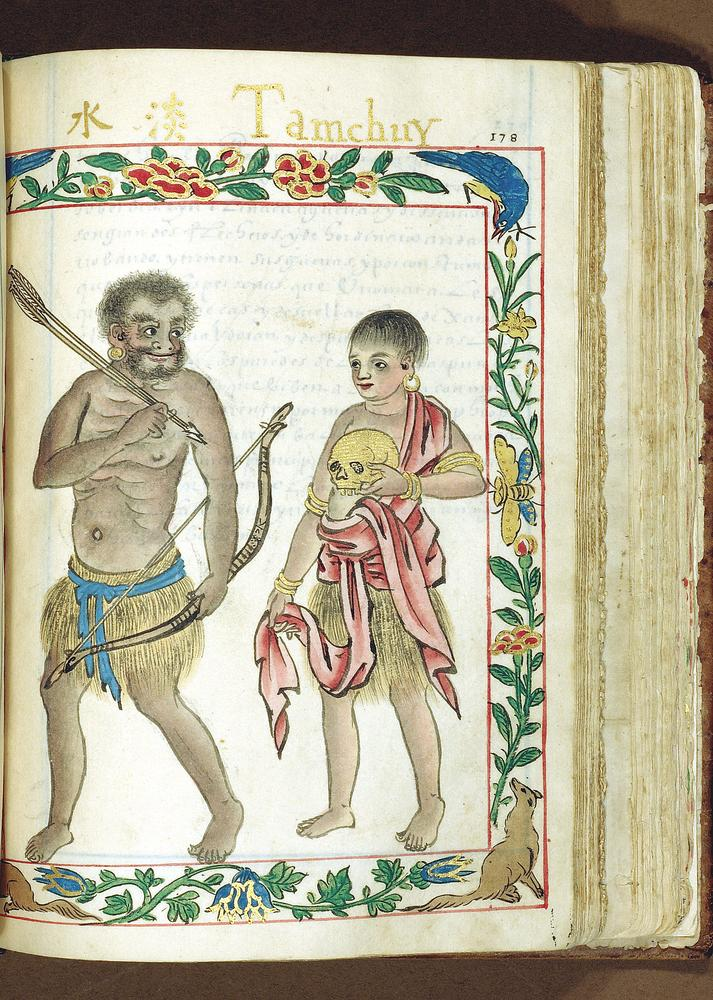
臺灣原住人從淡水區在菲律賓, c. 1590 in Boxer Codex

### 西班牙統治時期
在16世紀後期的文獻顯示，西班牙官員把臺灣島當作菲律賓群島的一部分，因此認為臺灣也屬西班牙王室管轄。1586年，菲律賓總督與五十個西班牙居民簽署請願書上呈西班牙及葡萄牙國王菲立普二世，敦促他出兵前往艾爾摩沙島以及菲律賓群島中較偏遠的島嶼，因為「他們的情況日趨腐敗......為了他們好，也為了我們自身的安全，必須由我們伸手去安撫他們，再晚一些就會來不及了。」國王雖然回說馬上會去收服艾爾摩沙等地，但菲律賓官員在1596年以前沒有急迫的理由要到臺灣設立據點。:163
1624年，荷蘭於大員（今臺南）落腳時，同時也在封鎖馬尼拉的貿易。:1651625年，西班牙菲律賓總督施爾瓦（Fernándo de Silva）決定在艾爾摩沙島設立據點。1626年2月，西班牙出軍北征。:1651626年，菲律賓總督命令伐爾得斯（Antonio Carreño de Valdes）率領大划船隊及300人進攻臺灣。:88伐爾得斯的艦隊即是從菲律賓出發。
5月5日，伐爾得斯自菲律賓馬尼拉出發，:47由於荷蘭已統治南臺灣，所以伐爾得斯的艦隊沿著臺灣東海岸北上，於雞籠灣內的小島（今和平島）登陸。:1695月12日進入雞籠港，5月16日在社寮島舉行占領典禮。:88將臺灣北部與菲律賓納入西屬東印度群島。
西班牙統治時期，就有菲律賓原住民卡加延人（Cagayenos）被騙來雞籠的記錄。:88在西班牙神父耶士基佛（Jacinto Esquivel，1592-1633）的報告中，提到除了被騙來雞籠短期作工外，另有因犯了罪在划槳船上服刑，期滿後遭留置此地從事勞役者。到1642年西班牙駐臺當局向荷蘭人投降時，駐臺卡加延人有93人。:89
由於菲律賓南部穆斯林對西班牙統治者的反抗，給了西班牙壓力。:501637年6月，塞巴斯提安·巫它度·德·哥爾奎拉就任菲律賓總督，重點轉往經營菲律賓。削減北臺灣的軍力，1938年拆除淡水的聖多明哥城。到1640年，雞籠守軍僅餘400人。:50引起荷蘭人的覬覦。1642年8月，荷軍發動雞籠之戰，西班牙軍因無力抵抗，遂向荷軍投降，從此退出臺灣。:50

### 明鄭統治時期
1662年（明永曆十六年），鄭成功在鄭成功攻台之役建立東寧王朝後，於是年4月透過意大利籍神父李科羅向菲律宾的西班牙总督递交国书，谴责殖民當局先前兩度屠殺华侨的罪行，令其「改邪归正，俯首纳贡」，但西班牙人反因此在马尼拉进行了第三次对华侨的屠杀。郑成功闻讯大怒，决定挥师征讨，为华侨报仇。一方面抚恤安置从菲律宾逃到台湾的华侨，一方面组织筹备军队，派人暗中与在菲律宾的华侨联络，以便到时可裡应外合，但尚未出兵，得知兒子鄭經在廈門跟乳母陳氏通姦，鄭成功勃然大怒，命自己的堂兄鄭泰斬殺鄭經，鄭泰因不忍而抗命。盛怒之下，又患瘧疾，不久於1662年6月23日病逝。計畫無疾而終。
后来，其子郑经也于1670年和1671年两次准备派舰队征讨马尼拉，但因為三藩之乱，郑经率軍西渡中國大陸，支援福建的耿精忠而未能實現。

### 日本統治時期
1895年（清光緒二十一年、日明治二十八年）4月，《馬關條約》簽訂，臺灣改隸於日本。8月，日本帝國與統治菲律賓的西班牙（波旁復辟時期）兩帝國對巴士海峽協議版圖界線。以通過可以航行之海面中央之緯度的平行線，為臺灣、菲律賓之版圖境界線。:5411897年（明治三十年）3月15日，日本拓殖大臣以陸軍步兵少佐菊池主殿為監督，率文武官僚數十人，上紅頭嶼「撫慰土番」，踏察實境。由於該島位置在巴士海峽與西班牙國領接壤，因此此舉確認紅頭嶼為日本領土。:503
1898年（明治三十一年）美西戰爭爆發，12月10日，西班牙被美國打敗，簽署《巴黎和約》，美國政府給西班牙2,000萬美元購買菲律賓主權，菲律賓改隸美國。此後臺灣與菲律賓之間仍有交流。當中有定期的體育交流，1929年台灣和菲律賓之間的第一次「台比交驩水上競技大會」在台北東門町游泳池展開，之後每隔一年舉行，至1941年共6次，第1、3、5次在台灣、第2、4、6次在菲律賓馬尼拉舉行。
1932年（昭和七年）3月1日，臺北至馬尼拉間無線電開通。:4098
1938年（昭和十三年）10月，在菲律賓執業的臺灣醫師張海藤團結在菲臺人，來自臺北、臺中、臺南等地的臺灣人約12名，聯合於馬尼拉成立「臺灣同鄉會」。張海藤被公推為會長。

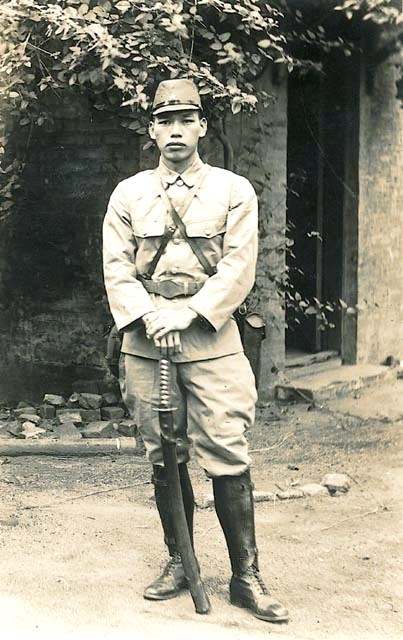
持刀的在菲臺灣兵

1941年（昭和十六年）12月，日本對美宣戰，爆發太平洋戰爭。轟炸菲律賓的攻擊機群即是從臺中、臺南和高雄的各個基地出發飛向呂宋。當戰爭在1941年12月8日爆發時，美國空軍軍官劉易斯·H·布里爾頓向其上司提出轟炸日本統治的台灣，由於這是日本的殖民地及可能之進攻出發地，但由於天氣不佳以及兵力嚴重不足被拒絕。
太平洋戰爭中，日軍發動南方作戰，並進攻美國統治的菲律賓。12月8日在呂宋島北面的巴丹群島登陸。兩天後又在呂宋北部的卡米金島、維甘、阿帕里及貢薩加登陸。菲律賓戰役中，亦有被派往菲律賓的臺籍日本兵。1942年3月第一批稱為「高砂族挺身報國隊」的五百人赴菲律賓，因5月7日參戰成功擊退巴丹半島美軍聲名大噪，以後才改稱為「高砂義勇隊」。
另有1943年10、11月，分批各500百人送往菲律賓呂宋島戰場，其中被取名為「薰空挺隊」者全軍覆沒，無人生還。前總統李登輝胞兄李登欽（日本名岩里武則）則於1944年（昭和十九年）7月被派往呂宋島編入海軍第31特別根據部隊為陸戰隊員，1945年美軍反攻呂宋島時，2月15日戰死於馬尼拉。後被追晉为日本海軍機關科上等兵。
除徵用戰鬥人員外，民間亦有臺灣人被徵用前往菲律賓。著名者有林獻堂的秘書葉榮鐘。1942年日本占領菲律賓後，將菲律賓的新聞機關委由《大阪每日新聞》經營，並創辦漢文版的《華僑日報》。當時大阪《每日新聞》常務董事松岡正男赴馬尼拉經過臺北時，即商請《臺灣民報》總經理兼主筆林呈祿派人幫他創辦《華僑日報》。林呈祿後來與林獻堂請葉榮鐘前往馬尼拉。1943年2月，菲律賓軍政長官和知鷹二指明葉榮鐘赴菲。葉榮鐘遂於2月中旬赴菲，以大阪每日新聞社特別採用社員及馬尼拉新聞社華僑日報編輯次長的雙重身分在馬尼拉服務一年又兩個月，直到1944年4月中依約解職返臺。:428-429

### 中華民國統治時期
1950年1月，當中華民國政府剛遷至台灣後，蔣中正在台灣恢復行使總統職權前夕，以中國國民黨總裁的身份再度訪問菲律賓，和總統季里諾會晤。
1960年5月2日，菲律賓總統賈西亞抵台訪問並與蔣中正晤談。
1961年1月17日，中華民國外交部長沈昌煥赴菲律賓，參加中華民國、菲律賓、大韓民國、越南共和國四國外長會議；1月18日，會議於馬尼拉舉行，協商團結，應付共黨。
1975年6月9日，菲律賓與在臺的中華民國政府斷交。
1980年代，由於臺灣與菲律賓在仍屬獨裁威權體制，因此與獨裁政權鬥爭的人士也曾彼此聯繫。如WUFI主席張燦鍙即透過美國「政策發展國際中心」（International Center for Development Policy，ICDP）與菲律賓流亡政治人物曼格拉帕斯認識。:286據羅福全回憶，當時紐約為政治流亡人士的匯聚之地，除了臺獨聯盟外，亦有韓國的金大中、菲律賓的尼諾·艾奎諾（艾奎諾夫人之夫），當時他們與WUFI約定，誰先回國成功就要幫助另外兩國。:315-316
1983年8月21日，菲律賓反對派人物尼諾·艾奎諾自臺北搭乘中華航空公司班機（CI811）回馬尼拉，結果在步下飛機階梯時遭人開槍擊中頭部身亡。羅福全指出，是臺北有人將艾奎諾的行程機密外洩致使。:316李登輝曾指出，艾奎諾流亡美國波士頓時，臺灣人劉介宙的家族也住在那裡，艾奎諾與劉介宙要好。當艾奎諾想回菲律賓無法回去時，他來臺灣住在圓山飯店，去找劉介宙，劉介宙與郝柏村關係要好，遂請郝柏村協助他回國，沒想到艾奎諾一到菲律賓就被槍殺。:165後來當艾奎諾夫人選舉時，李登輝請人給她經濟援助。李登輝指出由於艾奎諾夫人本姓許，獲得許多許姓臺灣人支持她，包括太子汽車的許勝發就幫助過她。:165
1986年2月，菲律賓爆發人民力量革命，推翻馬可仕政權，使海外臺灣獨立運動聯想菲律賓與國民黨政府皆是威權體制，同樣與美國關切、受美國大力支持。菲國革命可成，是否預示臺灣會是下一個變動地區。同年3月2日，FAPA執行長蔡同榮即隨索拉茲率領的美國國會訪問團造訪菲律賓，3月6日拜會新任總統艾奎諾夫人（即柯拉蓉），向菲國人民革命表達高度肯定，並表示這將給予臺灣人相當大的鼓勵。:106-107蔡同榮並拜會副總統兼內閣總理外交部長勞瑞爾，談及於菲國設立電台之事。:107
此時，海外臺獨也關注臺灣的海上漁事糾紛，包括菲律賓。1986年3月7日，FAPA執行長蔡同榮與許榮淑向剛上任的菲律賓司法部長岡薩雷斯（Neptali Gonzales）交涉臺灣漁船遭扣留事件。:107補足國民黨政府外交不足的工作成效。:287
蔡同榮此行亦為了推動海外臺獨勢力的電台計劃，由於臺灣島內受國民黨政府威權統治，媒體長期被控制，因此海外臺獨企圖透過第三地設立電台，向島內傳第一手臺獨資訊。當時選定在菲律賓設立電台，尤其此時曼格拉帕斯在馬可仕倒台後，重返菲律賓出任外交部長，極具聲望。1986年10月6日，海外臺獨透過ICDP當白手套通過此計劃，並吸引南韓金大中的組織決定參加。張燦鍙、許世楷在1986年底便在美國各地說明及募款工作，1986年12月，正式在菲律賓設立公司，並在1987年初向菲律賓電信部申請廣播執照。然而革命後的菲國身陷政局不穩及經濟蕭條，為怕影響與國民黨政府的經濟合作獲經濟援助，艾奎諾夫人只有向蔡同榮表示愛莫能助。:109與蔡同榮一起拜訪柯拉蓉的羅福全回憶，當時柯拉蓉推說菲國農葉落後需要國民黨政府協助，而羅氏問她「國民黨政權可以支撐多久？」她一聽靠向椅背，愣了半刻。:3161987年3月，菲律賓更以避免影響選舉為由，下令6月10日以前凍結電台的設置及轉讓，使設立電台的難度與資金風險更升高，最終不得不擱置電台計劃。:288
菲律賓的民主運動也影響臺灣的民主運動，例如1986年5月19日發起的「五一九綠色行動」，就以「菲律賓能，台灣當然也能！」為宣傳，訴求民眾參與行動以「和平取銷（消）戒嚴」，參與的黨外運動人士包括陳水扁、謝長廷、周伯倫、洪奇昌、鄭南榕、尤清、李勝雄、邱義仁、藍美津、顏錦福等人。:57
1987年10月，流亡美國的許信良再度嘗試「闖關」，他拿著美國難民護照，飛往東京，再從東京到香港。20日抵達菲律賓，計畫從韓國闖回臺北。然而國泰航空拒絕他上機，在菲律賓滯留數日後，只好取道東京回到美國。1988年蔣經國逝世後，許信良於2月11日再度嘗試闖關回國，他持假護照搭機赴菲律賓，扮菲律賓人。卻因不會說菲律賓土語，當場被逮。遭菲律賓移民局扣押至29日，回到美國。:146-147
1990年9月下旬，曼格拉帕斯訪美之際，特地與FAPA外交政策專家田弘茂、張旭成、蔡式淵等人會面，主動提供加入聯合國的外交專業協助，包括主張臺灣改國號、宣示與中國無涉的新主權、步入真正的民主，才有機會進入聯合國。:289-290
1994年，總統李登輝於春節期間訪問東南亞，先到菲律賓蘇比克灣，會晤總統羅慕斯，停留五個小時後，前往印尼。
2013年5月9日，發生臺灣漁船遭菲律賓公務船使用機槍掃射的廣大興28號事件。一度造成臺灣與菲律賓的緊張關係。臺灣政府啟動終止菲律賓外勞來臺之申請等制裁，中華民國國軍出動海、空軍與行政院海岸巡防署舉行「護漁聯合軍事演習」，菲律賓總統艾奎諾三世於5月15日透過總統府發言人表示馬尼拉經濟文化辦事處理事主席裴瑞茲（Amadeo Perez Jr.）抵達臺灣，作為「私人代表」代表「他（艾奎諾）與菲律賓人民」向臺灣道歉。並且在書面聲明當中提及，臺灣漁民是「不幸且意外」的死亡。8月8日，中華民國外交部部長林永樂宣布，菲律賓已正面回應臺灣提出的道歉、賠償、懲凶、漁業協議四大訴求，政府即日起解除對菲11項制裁措施。

## 註解
1. ↑  「比」為菲律賓日文漢字寫法「比律賓」簡稱。
2. ↑  珍珠港事件發生在夏威夷群島當地時間12月7日，當時是國際換日線另一邊的菲律賓時間12月8日。
3. ↑  臺北市人，1928年生。臺灣大學政治系畢業。歷任國民黨中央委員會第一組副主任、海工會副主任，為聞名商人，在外交上十分活躍。